# Pierre Javaux
Pour les articles homonymes, voir Javaux.
Pierre Javaux est un producteur et réalisateur français.

## Biographie
Avec sa société Pierre Javaux Productions créée en 1994, Pierre Javaux a produit plusieurs films et une quinzaine de téléfilms. Il est également scénariste.
Il a réalisé un long métrage, Les Enfants du pays, sorti en 2006.

## Filmographie

### Réalisateur et producteur
- 2006 : Les Enfants du pays

### Producteur

#### Cinéma
- 2002 : Daresalam d'Issa Serge Coelo
- 2002 : Khorma de Jilani Saadi
- 2003 : Le Cœur des hommes de Marc Esposito
- 2006 : Toute la beauté du monde de Marc Esposito
- 2007 : Le Cœur des hommes 2 de Marc Esposito
- 2009 : No pasaran d'Éric Martin et Emmanuel Caussé
- 2012: Le Cœur des hommes 3 de Marc Esposito

#### Télévision
- 2002 : Les Pygmées de Carlo de Radu Mihaileanu
- 2002 : Les Oreilles sur le dos de Xavier Durringer
- 2006 : Lettres de la mer Rouge d'Éric Martin et Emmanuel Caussé
- 2015 : Au nom du fils d'Olivier Péray

## Distinctions
- 2009 : nomination pour la catégorie du meilleur producteur de fictions TV[2]
- 2018 : Festival de la fiction TV de La Rochelle : prix du meilleur scénario (avec Jean-Marc Brondolo et Emmanuel Mauro) pour Une vie après de Jean-Marc Brondolo[3]